# Perlongipalpus mongolicus
Perlongipalpus mongolicus là một loài nhện trong họ Linyphiidae.
Loài này thuộc chi Perlongipalpus. Perlongipalpus mongolicus được Yuri M. Marusik & Koponen miêu tả năm 2008.